# Alik Aidarbajew
Alik Serikuly Aidarbajew (kasachisch Алик Серікұлы Айдарбаев, russisch Алик Серикович Айдарбаев Alik Serikowitsch Ajdarbajew; * 19. Mai 1963 in Alexandrowka, Oblast Alma-Ata, Kasachische SSR) ist ein kasachischer Manager und Politiker.

## Leben
Alik Aidarbajew wurde 1963 im Dorf Alexandrowka (heute: Saimassai) im heutigen Audan Jengbekschiqasaq im Gebiet Almaty geboren. Er machte 1985 einen Abschluss am Kasachischen Polytechnischen Institut in Almaty. Er hat den akademischen Grad Kandidat der Wissenschaften.
Er begann seine berufliche Laufbahn in der Erdölbranche der Sowjetunion, wo er verschiedene Positionen in verschiedenen Unternehmen in der kasachischen Sowjetrepublik durchlief. So war er von 1994 bis 1995 stellvertretender Generaldirektor von Juschkasneftegas und anschließend bis 2009 Generaldirektor von Turgai Petroleum. Zugleich begann er sich politisch zu engagieren. So war er von 1999 bis 2007 Abgeordneter im regionalen Parlament des Gebietes Qysylorda und später Mitglied der Partei Asar. Danach leitete er bis 2011 das Unternehmen Mangghystaumunaigas und im Anschluss daran war er in leitender Position beim staatlichen Mineralölunternehmen KazMunayGas beschäftigt. Von Dezember 2011 bis Januar 2013 war Aidarbajew Generaldirektor von KazMunayGas Exploration Production. Am 22. Januar 2013 wurde er zum Äkim (Gouverneur) des Gebietes Mangghystau ernannt. Diesen Posten bekleidete er bis zum 14. März 2017. Im Kabinett von Baqytschan Saghyntajew wurde er danach erster stellvertretender Minister für Investitionen und Entwicklung. Nach nur wenigen Monaten wurde er im Januar des folgenden Jahres stellvertretender Vorstandsvorsitzender des Nationalen Staatsfonds Samruk-Kazyna. Ab April 2018 war er Aufsichtsratsvorsitzender vom Samruk-Energo und seit dem 20. November 2018 war er Vorstandsvorsitzender von KazMunayGas; von diesem Posten wurde er am 11. April 2022 entlassen.